# Santa Comba (Ponte de Lima)
Santa Comba é uma povoação portuguesa sede da Freguesia de Santa Comba do Município de Ponte de Lima, freguesia com 1,66 km² de área e 591 habitantes (censo de 2021), tendo, por isso, uma densidade populacional de 356 hab./km².
Pertenceu ao antigo couto de Bertiandos e mais tarde ao concelho do mesmo nome.

## Demografia
A população registada nos censos foi:
| Distribuição da População por Grupos Etários | Distribuição da População por Grupos Etários | Distribuição da População por Grupos Etários | Distribuição da População por Grupos Etários | Distribuição da População por Grupos Etários |
| -------------------------------------------- | -------------------------------------------- | -------------------------------------------- | -------------------------------------------- | -------------------------------------------- |
| Ano                                          | 0-14 Anos                                    | 15-24 Anos                                   | 25-64 Anos                                   | > 65 Anos                                    |
| 2001                                         | 142                                          | 100                                          | 361                                          | 77                                           |
| 2011                                         | 111                                          | 89                                           | 358                                          | 100                                          |
| 2021                                         | 67                                           | 73                                           | 321                                          | 130                                          |